# Özlem Tekin
Özlem Tekin (Kalifornia, USA, 1971. november 18. –) török rockénekesnő, színésznő, műsorvezető.

## Élete
Édesapja a kaliforniai Berkeley Egyetemen (University of California, Berkeley) tanított, édesanyja amerikai. Négy éves volt, amikor Törökországba, Ankarába költöztek. Tekin a Hacettepe Egyetem Zenei Konzervatóriumában tanult klarinét szakon. Első együttese egy underground rock-formáció volt, a The Bad. 1993-ban Tekin megismerkedett Şebnem Ferah-val, akivel megalapították a Volvox együttest, melyben Özlem a billentyűs szerepét kapta.
Első önálló albuma 1996-ban jelent meg Kime Ne? (Kit érdekel) címmel a Peker Müzik kiadásában. Ezt négy további album követte az İstanbul Plaktól.
2000-ben Özlem Tekin elindította saját televíziós műsorát Yaz Rüzgarı (Nyári szél) címmel a Kanal D csatornán, majd 2003-ban szerepet kapott a Sil Baştan című televíziós sorozatban, mely megnyitotta az utat színészi karrierjének, szerepelt többek között Cem Yılmaz Hokkabaz című filmjében és számos más játékfilmben is. 2008 óta a legnagyobb török zenei csatorna, a Kral TV Hiperakrif című műsorát vezeti.

## Nagylemezei
- Kargalar (Ateş Müzik, 2013)
- Bana Bi'şey olmaz (Sony Müzik, 2010)
- 109876543210 (İstanbul Plak, 2005)
- Tek Başıma (İstanbul Plak, 2002)
- Laubali (İstanbul Plak, 1999)
- Öz (İstanbul Plak, 1998)
- Kime Ne (Peker Müzik, 1996)

## Külső hivatkozások
- Özlem Tekin a PORT.hu-n (magyarul)
- Özlem Tekin az Internet Movie Database-ben (angolul)
- Özlem Tekin a Rotten Tomatoeson (angolul)
- Özlem Tekin Rajongói Klub (törökül)